# Famille Malvezzi
La famille Malvezzi est une ancienne et noble famille italienne bolognaise, d'origine allemande.

## Histoire

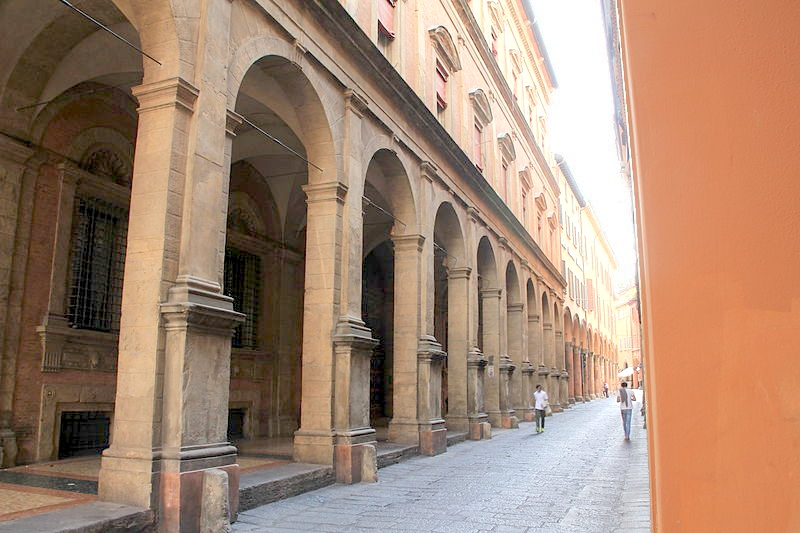
Palais Malvezzi de' Medici à Bologne

Certaines nouvelles de la famille remontent aux environs de 1176, quand elle a participé aux discordes qui ont agité les Geremei et Lambertazzi. Ils étaient des ennemis de la famille Bentivoglio, qui, avec l'aide des Lambertazzi, tenta d'expulser de Bologne, gouvernée par Giovanni II Bentivoglio, le 27 novembre 1488. Pour ces faits, les Malvezzi ont été expulsés de la ville et n'ont pu y retourner qu'en 1506, avec l'expulsion du Bentivoglio, grâce au soutien du pape Jules II.

## Personnalités
La famille Malvezzi comprenait de nombreux hommes d'armes, religieux et politiciens.
- Giuliano Malvezzi (XIVe siècle), condottiere au service de la république de Pise ;
- Gaspare Malvezzi (XVe siècle), condottiere au service de la république de Venise ;
- Ludovico Malvezzi (1418-1467), condottiere ;
- Lucio Malvezzi (XVe siècle), condottiere ;
- Giovanni Malvezzi (1453-1488), homme politique ;
- Virgilio Malvezzi (1595-1654), écrivain, homme politique et historien ;
- Vincenzo Malvezzi Bonfioli (1715-1775), cardinal de l'Église catholique romaine ;
- Giovanni Luigi Malvezzi de' Medici (1819-1892), homme politique ;
- Giulio Malvinni-Malvezzi (?-1928) ;
- Nerio Malvezzi de' Medici (1856-1929), homme politique ;
- Giuliano Malvezzi Campeggi ;
- Luca Malvezzi Campeggi ;
- Flaminia Malvezzi Campeggi.